# Kattun

Barnklänning av kattun, 1800-tal.

Kattun, även stavat cattun, är ett bomullstyg med tryck, ofta blommigt. Ordet var från början en äldre svensk benämning för bomull, men kom därefter att specifikt syfta på en tunn, glättad bomullsväv i tuskaft, antingen vitt eller med tryckt mönster.  Under 1700-talet användes beteckningen även för tyg av liknande kvalitet utan tryck. Väven är något tyngre än kalikå, och passar för exempelvis klänningar.

## Kattun i Sverige
Utländska kattuner hörde till de varor som var förbjudna att importera under 1700-talet. De svensktillverkade var därutöver endast tillåtna i mindre plagg som mössor, halsdukar och förkläden för tjänstefolk och ”gement folk” på landet. Kattunhalskläden, liksom förkläden och mössor i kattun, var alltså en dyrbar köpevara och hade därmed hög status och användes till fest och högtid. Även senare hörde tryckta bomullstyger till den grupp varor som var belagda med höga tullar fram till mitten av 1800-talet (smuggling från Norge är belagt). Efter 1856 var importen av bomullstyger fri.
Kattun med röd botten börjar produceras från 1820-tal (med en ny avancerad teknik) i Mulhouse och snart i Schweiz. Dessa var mycket populära i stort sett i hela Sverige i sjalar och förkläden.
Sveriges första kattunstryckeri anlades i Sickla 1729 av holländaren Jan de Broen som inkallats av Jonas Alströmer: “Det första cattunstryckeri inrättades å Sikla, på Jonas Ahlströms och medinteressenters förlag, af en skicklig Holländare, som af Ahlström från London blef afsänd till Stockholm.” Han öppnade även fabriken Blecktornet på Södermalm i Stockholm.. 

## Etymologi
Araberna införde bomullsodlingen till Sicilien och Andalusien på 1100-talet vilket gav det arabiska ordet för bomull, al qutn, fotfäste i de europeiska språken (al är den arabiska bestämda artikeln). På italienska blev det cotone, på spanska algodón med behållande av den bestämda artikeln. Från italienskan vandrade ordet till franskan, och fick där formen coton. Därifrån gick det vidare till dels nederländska katoen och tyska Kattun. Det svenska kattun har lånats från antingen nederländskan eller tyskan. Det första svenska litterära belägget för kattun är från 1600-talet.
Det arabiska adjektivet till qutn är qutni ("bomulls-", "av bomull"). Det vandrade till osmanska (gammalturkiska) i formen kutni men med den speciella innebörden "tyg vävt av en blandning av bomull och silke": s.k. halvsiden. Från osmanska gick ordet vidare till ryska kutnjà med betydelsen asiatiskt halvsiden.

## Svenska tryckerier och tryckare under 1700-talet
- Sickla (Jan de Broen/Jonas Almströmer), Sickla, 1729-1840-tal [5]
- Modin Lars, Widesbron i Sundsvall, 1755-1803 (även i Mo socken 1740-tal)
- Peter Rudbeck, Alingsås, Lidköping, 1734-1798 [5]
- Olbers & Schutz, Göteborg, 1735-1796 [5]
- de Broen, blecktornet Stockholm, före 1740-1798 [5]
- Fredriksdahl, Stockholm, 1766-1808 [5]
- Tobias Lang, Visby, 1784- [5]
- Jacob Isaac, Stockholm Marieberg/Löfholmen, 1789-1806 [5]
- Nathan och son/Nathan&Co, Hartig Joel Nathan, Stockholm, 1796-1807 [5]
- Isaac Joseph, Stockholm 1796-1799 [5]
- Sven Dufva, Stockholm, 1798-1799 [5]
- Heinrich Hesse, Karlstad [5]
- Ruhes, Malmö [5]

## Svenska tryckerier och tryckare under 1800-talet
- Johan Fredrik Holmgren, Stockholm, 1800-1806 [5]
- Lamms blecktornsfabrik, Stockholm, 1800-1828 [5]
- Adam Petter Holmberg, Stockholm, 1801-1802 [5]
- Lamms Heleneborgsfabrik, Stockholm, 1821-1846 [5]
- Weslig & Schück, Stockholm [5]
- Hirsch Davidsson, Stockholm, 1801-1819 [5]
- Fredrik Mathias Mewes och G.N. Mewes, Stockholm, 1804-1808 [5]
- Anna Catarina Wahlberg, Stockholm, 1803-1806 [5]
- Emanuel Bauer (Baur), Stockholm, 1804-1807 [5]
- Adolph Klinteberg Stockholm, 1805-1810 [5]
- Joseph Marcus och Peter Vincent Fischer, Stockholm, 1805-1814 [5]
- Levin Isaac och H.W. Bauer, Stockholm, 1806-1814 [5]
- Emanuel Bendix, Stockholm, sista tryckare vid Fredriksdahl [5]
- A.M. Beckman, Stockholm, 1806-1808 [5]
- E.J. Grubb, Stockholm, 1806-1808 [5]
- Aron Elias Wesling och Heyman Schück, Stockholm, 1808-1822, därefter separata fabriker [5]
- H.W. Rackau (Rockou, Rockow), Stockholm, 1807-1819 [5]
- C.F. Möllersten, Stockholm, 1808-1809 [5]
- A. Broman, Stockholm, 1810-1818 [5]
- Johan Jacob Amnelung, Stockholm, 1810-1814 [5]
- Hirsch & Mendelsson, Järva, Stockholm, 1815-1823 [5]
- Moses D. Hirsch, Stockholm, 1815-1818 [5]
- M och I.D. Hirsch, Stockholm, 1816-1818 [5]
- Lundberg och Pazelius, Stockholm, 1819-1827 [5]
- J.L. Grebener, Stockholm, 1835-1844 [5]
- A. Mentzel, Stockholm, 1832-1832 [5]
- C. Mittel, Stockholm,, 1835-1843 [5]
- F. Bräck, Stockholm, 1835-1837 [5]
- Järvatryckeriet, Stockholm med mindre mängd kattunstryck, Stephen Bennet, ca 1800-efter 1810 [5]
- C.G. Mineur, 1837-1842 [5]
- Gustaf Ekenmark, Stockholm, 1834-1838 [5]
- A.A Ekenmark, Stockholm, 1844 [5]